# Корисні копалини Болівії
Корисні копалини Болівії. Найважливіші корисні копалини Болівії — руди стибію, вольфраму і олова. Є родовища нафти, природного газу, руд заліза, міді, свинцю, цинку та ін.:
Основні корисні копалини Болівії станом на 1998-99 рр.
| Корисні копалини               | Запаси       | Запаси   | Вміст корисного компоненту в рудах, % | Частка у світі, % |
| Корисні копалини               | Підтверджені | Загальні | Вміст корисного компоненту в рудах, % | Частка у світі, % |
| Барит, тис. т                  | 100          | 100      |                                       |                   |
| Вольфрам, тис. т               | 53           | 100      | 0,8 (WO3)                             | 2                 |
| Залізні руди, млн т            | 700          | 1100     | 56                                    | 0,4               |
| Золото, т                      | 215          | 300      | 1,1 — 3,5 г/т                         | 0,4               |
| Марганцеві руди, млн т         | 90           | 240      | 40 (Mn)                               | 2,5               |
| Мідь, тис. т                   | 332          | 950      | 2,18 (Cu)                             |                   |
| Олово, тис. т                  | 450          | 900      | 0,35                                  |                   |
| Цинк, тис. т                   | 300          | 1050     | 17 (Zn)                               | 0,1               |
| Уран, тис. т                   |              | 0,5      | 0,08                                  |                   |
| Свинець, тис. т                | 11           | 81       | 2                                     |                   |
| Срібло, т                      | 20850        | 47350    | 180 г/т                               | 3,8               |
| Стибій, тис. т                 | 350          | 380      | 3,5 (Sb)                              | 8,1               |
| Природний горючий газ, млрд м³ | 130          |          |                                       | 0,1               |
| Нафта, млн т                   | 19,4         |          |                                       |                   |

## Окремі види корисних копалин
Нафта і газ. Запаси нафти і газу зосереджені в Центр.-Передандському нафтогазоносному бас., пов'язаному з Передандським передовим прогином. Нафтогазоносні відклади девонської і пермсько-кам'яновугільної доби. Глибини залягання продуктивних горизонтів 800-4500 м. Найхарактерніші типи покладів: пластові склепінчасті, тектонічно екрановані. Найбільші родов.: нафтові — Каранда, Камірі, Кольпа, Ла-Пенья, Монтеагудо; газові і газоконденсатні — Ріо-Гранде, Пальмар, Тіта.
У 1999 р. компаніями Total і Braspetro були зроблені великі газові відкриття в суміжних блоках XX-Вест та Антоніо, запаси яких оцінюються в 285 млрд куб.м. Продуктивні девонські відклади; середні дебіти свердловин — 2 млн м3/добу. В 2001 р. аргентинська компанія Pluspetrol отримала притоки 1.1 млн м3/добу газу і 17 т/добу конденсату в блоці Ісідро поблизу газопроводу «Болівія-Бразилія».
Залізо. Серед родов. зал. руд найперспективніше Мутун (прогнозні запаси 40 млрд т). Воно пов'язане з ордовик-силурійською серією Жакадіго, в якій є пачки тонкого перешаровування гематитів і яшм з вмістом Fe 43-45 % і елювіально-делювіальними утвореннями (вміст Fe 57 %). У основі серії Жакадіго залягають пласти марганцевих руд із запасами бл. 40 млн т.
Поліметали. Родовища свинцево-цинкових руд — дрібні. Найбільш велике — Матільда. На Альтіплано відомі невеликі родовища мідних руд телетермальної генези (Корокоро).
На початку 1995 р. компанією Apex Silver Mines відкрите поліметалічне родовище Крістобаль, що суттєво впливає на розвиток підгалузі поліметалів в країні. Родовище розташоване на висоті 4000 м над рівнем моря за 500 км на південь від м. Ла-Пас в деп. Потосі, поруч з кордонами Чилі і Аргентини. Родовище приурочене до палеовулканічного кратера розмірами 4 х 7 км. На 2002 р підтверджені запаси рудних зон Хайула і Тесорера — 240 млн т руди із вмістом срібла -62.2 г/т, цинку -1.67 %, свинцю — 0.58 %. Ресурси цих зон і зон-супутників Анімас, Толдос і Кобрісос оцінені в 57.1 млн т руди із вмістом срібла 61.9 г/т, цинку — 0.83 %, свинцю — 0.26 %.
Срібло. У Болівії до 92 % срібла добувається з руд свинцево-цинкових і олово-срібних родовищ, інше — з родовищ золота. Найбільше олово-срібне родовище в країні — Серро-Рико-де-Потосі із загальними запасами срібла 24.7 тис. т, найбільші срібно-свинцево-цинкові родовища — Сан-Крістобаль (загальні запаси срібла 16.1 тис. т) і Болівар (6.2 тис. т). При існуючому рівні видобутку країна забезпечена запасами на 125 років.
Олово. Б. багата на руди олова. Виявлені ресурси металу (включаючи загальні запаси і умовно економічні ресурси) становлять 5.6 % світових (1.7 млн т). Найбільш розповсюджені родовища олова каситерит-сульфідного типу, з комплексними рудами: арсенопірит-піротиновими (Марококала — 80 тис. т олова, Уануні — 70 тис. т), олово-срібними (Льяльягуа — 80 тис. т, Потосі, Оруро), олово-свинцево-срібними (Болівар, Чокайя), олово-бісмутовими (Тасна). Середній вміст олова в рудах варіює від 0.5 до 1.7 %.
Основні родовища олов'яних руд зосереджені в Оловорудному поясі Болівії. На півночі країни в його межах розвинені родовища пегматитової генези Чакальтая (Фабулоса), південніше — родовища, пов'язані з ранньомезозойськими інтрузіями (Колькірі, загальні запаси в перерахунку на метал 90 тис. т, вміст Sn 1,4 %), в центрі і на півдні — вулканогенні гідротермальні родов., що локалізуються у вапняно-лужних магматичних породах — Льяльягуа (Катаві), загальні запаси в перерахунку на метал 220 тис. т, вміст Sn 0,3 %; Уануні, 130 тис. т, 1,7 %; Серро-Рико-де-Потосі, 308 тис. т, 1,8 %. Олов'яна мінералізація накладена на поліметалічну та срібну мінералізацію, доба оруденіння — міоцен. Відомі також розсипні родовища олова в районі Авікая.
Вольфрам. Ресурси вольфраму в країні — 2.3 % (0,5 млн т) — 7-е місце у світі після Китаю, Росії, Казахстану, Канади, США, Австралії. Родов. руд вольфраму Чохлья, Камі, Чікоте асоціюють з ранньо-мезозойськими гранітоїдними інтрузіями на півн. Б., утворюючи навколо них внутрішню зону, оточену родовищами руд олова і сурми. Відомі також вольфрамітові алювіальні розсипи.
Стибієві руди. За розвіданими запасами руд стибію Болівія разом з Таїландом займає 4-5-е місце серед країн світу (після Китаю, Таджикистану і Росії). За ресурсами стибію (по 6 % світових) Болівія і Таїланд поділяють 4-е місце серед країн світу (після Китаю, Таджикистану та Росії). Друге місце за загальними запасами стибію належить Болівії (6,6 %). В країні є понад 300 родовищ та виявів сурми, розташованих в Кордильєрі. Жильні гідротермальні родов. стибієвих руд локалізуються у відкладах ордовика і девону — Чуркині (загальні запаси 36 тис. т, вміст Sb 8 %), Каракота (35 тис. т, 12 %) і ін. Родов. золота розсипні — басейн р. Бені; найбагатший розсип у Півд. Америці — на р. Тіпуані.